# تينا كوبر
كريستين إليزابيث «تينا» كوبر (بالإنجليزية: Christine Cooper)‏ (21 يوليو 1918 - 1 سبتمبر 1986) طبيبة أطفال إنجليزية وخبيرة في قضايا إساءة معاملة الأطفال. عملت في مستشفى نيوكاسل العام معظم حياتها المهنية وحصلت على وسام الإمبراطورية البريطانية برتبة ضابط عام 1967 اعترافًا بخدماتها لصحة الأطفال في سيراليون، والتي تضمنت إنشاء برنامج وطني للتلقيح ضد الأمراض. لكوبر مكانة خاصة في بريطانيا والعالم كطبيبة ومعلّمة وكاتبة ومدافعة شرسة عن حقوق الأطفال. دخلت في صراع مع السرطان خلال عقدها السابع من العمر لكن مرضها لم يمنعها من متابعة المؤتمرات الدولية ولو عبر تسجيلات صوتية من غرفتها في المستشفى. توفيت عام 1986 في منزلها شمال إنكلترا.

## البدايات
ولدت تينا كوبر في 21 يوليو 1918 في واتفورد، بريطانيا، والدها ويليام فرانسيس كوبر، وهو كيميائي تحليلي وطبيب عام (غير اختصاصي). توفيت والدتها كريستين مود جونز جراء إصابتها بالإنفلونزا عندما كانت تينا تبلغ من العمر ستة أشهر؛ تزوج والدها من جديد امرأة تدعى إيلين هول عام 1920. انتقلت العائلة للعيش في سَرّي عام 1924. التحقت كوبر بالعديد من المدارس منها مدرسة سوربيتون الثانوية (1927-1930) ومدرسة سانت جون للبنات في بكسهيل (1930-1935) وبو سولي (الشمس الجميلة) إضافة إلى مدرسة إنهاء بالقرب من مدينة لوزان في سويسرا (1935- 1936). 
بعد أن أمضت عامين في التدريب كممرضة حضانة في هايغيت لندن، قررت العمل في مجال الطب للمساهمة في رعاية الأطفال وتحسين ظروف عيشهم. قُبلت عام 1939 في كلية جيرتون في جامعة كامبردج وأكملت تدريبها السريري في كلية الطب بالمستشفى الملكي المجاني لتتخرج مجازة بالطب والجراحة عام 1945. 

## حياتها المهنية
بدأت تينا كوبر مسيرتها الطبية في المستشفى الملكي المجاني بلندن كطبيبة منزلية وأخصائية ولادة منزلية ومساعد أول في قسم طب الأطفال. حصلت على دبلوم في صحة الطفل في عام 1948 وانتقلت إلى نيوكاسل في العام التالي لتعمل مع جيمس كالفرت سبنس مسؤولةً عن سجلات الأطفال في مستشفى نيوكاسل العام. عُيّنت مستشارة عام 1952 وشغلت هذا المنصب حتى تقاعدها سنة 1983. ابتداء من العام 1964، أمضت عامين في سيراليون لتقديم المشورة للحكومة كي تضع سياسة صحية للأطفال وقد تضمنت السياسة الموضوعة إنشاء برنامج وطني للتلقيح ضد الحصبة وغيرها من الأمراض التي تصيب الأطفال. حصلت على وسام الإمبراطورية البريطانية برتبة ضابط عام 1967 تقديرًا لخدماتها لصحة الأطفال في سيراليون وانتخبت زميلةً في الكلية الملكية للأطباء في العام نفسه.
كانت كوبر مهتمةً باتباع نهج ذي منحى أسري في طب الأطفال إيمانًا منها بأن صحتهم تتأثر بشدة بالبيئة المحيطة في مكان السكن. على هذا الأساس، درست كوبر الأطفال المتبنين وأولئك الموجودين في المياتم والحضانات لتصبح بعدها مستشارة لمجتمع التبني في المقاطعات الشمالية في إنكلترا وتعمل في مجلس جمعية وكالات التبني البريطانية. خلال الستينيات من القرن الماضي، حولت كريستين كوبر تركيزها باتجاه الأطفال ضحايا العنف والإيذاء وتبنّت أفكار الأمريكي سي. هنري كيمب الذي كان يقول إن إساءة معاملة الأطفال أكثر انتشارًا مما كان يعتقد سابقًا. وفي حين انتقد معظم الأخصائيين البريطانيين أبحاث كيمب وآراءه، كانت كوبر من الأوائل الذين تبنوها مدركةً مدى انتشار إساءة معاملة الأطفال والطبيعة الجسدية والنفسية والجنسية لها. عملت كرئيسة للجمعية البريطانية لدراسة ومنع إساءة معاملة الأطفال وإهمالهم كما كانت عضوًا في مجموعة أبحاث مبكرة حول إساءة معاملة الأطفال وقد كان لأعمال هذه الجمعية تأثير على سياسة الحكومة البريطانية خلال فترة السبعينيات من القرن الماضي. 

## وفاتها
تقاعدت كوبر عام 1983 وماتت بعد إصابتها بالسرطان في 1 سبتمبر 1986 في غوسفورث، إنكلترا.